# Castillo Weston Turville
El castillo Weston Turville es una mota castral en Buckinghamshire, Inglaterra. Consiste en un montículo (una 'mota') con dos recintos (castrales). El castillo fue construido en el siglo XI o XII y se menciona por primera vez en 1145. Estuvo en manos de Geoffrey de Turville en 1173-1174 cuando fue demolido («desairado») por instrucciones de Enrique II.
Después de la destrucción del castillo, se construyó una casa solariega en el patio. El sitio está protegido como monumento planificado y fue parcialmente excavado en 1985.

## Historia
No se sabe cuándo se construyó el castillo. En 1086, el señorío de Weston estaba en manos de Roger, inquilino de Odón de Bayeux. A mediados del siglo XII, el señorío estaba en manos de Geoffrey de Turville. La primera mención que se conserva de un castillo en Weston Turville se encuentra en una rara carta relacionada con la guardia del castillo que data alrededor de 1145, momento en el que estaba bajo el control de Geoffrey. Pudo haber sido Geoffrey quien instigó la construcción del castillo o podría haber sido antes. Los arqueólogos encontraron cerámica en el castillo que data de finales del siglo XI o principios del XII.
Geoffrey de Turville era leal al conde de Leicester; Robert de Beaumont, III conde de Leicester, se unió a una revuelta contra Enrique II. La revuelta no tuvo éxito y esto pudo haber llevado a la demolición (desaire) del castillo de Weston Turville en 1173-1174 por orden de Enrique II. Fue uno de al menos 20 castillos que fueron demolidos por orden de Enrique II después del conflicto. El historiador Norman Pounds sugirió que en algunos casos la demolición fue simbólica y podría haberse reparado fácilmente, señalando los extensos movimientos de tierra que se conservan en Weston Turville.
El arqueólogo Peter Yeoman sugirió que después de la demolición del castillo, la mota no se reutilizó, sino que se adaptó el patio sur y se construyó una casa solariega con foso en su interior. El historiador Philip Davis señala que, aunque el castillo había sido destruido, es posible que el sitio continuara como centro administrativo. En 1334, la tierra estaba en manos de John de Moleyns, a quien se le concedió una licencia para almenar. El edificio actual, llamado Manor House, fue construido en el patio sur en el siglo XVIII y es un edificio catalogado de Grado II*.

## Investigación arqueológica
El castillo está protegido como monumento planificado, lo que le otorga protección legal contra cambios sin consentimiento. En 1985, los planes para construir una piscina en los terrenos de Manor House en la base de la mota requirieron una excavación de rescate antes del desarrollo propuesto. La excavación fue dirigida por Peter Yeoman en nombre del Museo del condado de Buckinghamshire. La excavación duró tres semanas y consistió en una única 9 metros (9,8 yd) de largo y 3 metros (3,3 yd) de ancho de zanja que atraviesa un segmento suroeste de la zanja alrededor de la mota. En ese momento, era la única mota en Buckinghamshire que había sido excavada.

## Disposición
El castillo de Weston Turville consta de un montículo o (una mota) con dos recintos adjuntos (castrales): uno al sur y otro al este. La mota mide 22 pies (6,7 m) de altura, y Yeoman sugiere que originalmente habría sido 1 a 2 metros (1,1 a 2,2 yd) más alto; su base tiene un diámetro de 192 pies (58,5 m). Los patios y la mota están rodeados por zanjas, y la zanja alrededor de la mota contiene un manantial. El patio sur mide 80 por 70 metros (87,5 por 76,6 yd) y contiene la casa solariega posmedieval que fue construida en el siglo XVIII. El patio oriental mide 80 por 50 metros (87,5 por 54,7 yd).
Las dovela s de piedra encontradas durante la excavación de 1985 probablemente representan una sala construida en piedra o, más probablemente, una capilla que fue demolida cuando el castillo fue menospreciado en la década de 1170.